# Kanton Herment
Der Kanton Herment war bis 2015 ein französischer Kanton im Arrondissement Clermont-Ferrand im Département Puy-de-Dôme und in der Region Auvergne-Rhône-Alpes; sein Hauptort war Herment, Vertreter im Generalrat des Départements war zuletzt von 1988 bis 2015, zuletzt wiedergewählt 2008, Jean-Claude Fournier. 
Der Kanton war 127,21 km² groß und hatte (2006) 1.077 Einwohner, was einer Bevölkerungsdichte von 8 Einwohnern pro km² entsprach. Er lag im Mittel auf 779 Meter über dem Meeresspiegel, zwischen 654 m in Sauvagnat und 1.012 m in Prondines. 

## Gemeinden
| Gemeinde                   | Einwohner Jahr | Fläche km² | Bevölkerungsdichte | Postleitzahl | Code INSEE |
| -------------------------- | -------------- | ---------- | ------------------ | ------------ | ---------- |
| Herment                    | 302 (2013)     | –          | – Einw./km²        | 63470        | 63175      |
| Prondines                  | 266 (2013)     | –          | – Einw./km²        | 63470        | 63289      |
| Saint-Germain-près-Herment | 80 (2013)      | –          | – Einw./km²        | 63470        | 63351      |
| Sauvagnat                  | 134 (2013)     | –          | – Einw./km²        | 63470        | 63410      |
| Tortebesse                 | 56 (2013)      | –          | – Einw./km²        | 63470        | 63433      |
| Verneugheol                | 251 (2013)     | –          | – Einw./km²        | 63470        | 63450      |

## Bevölkerungsentwicklung
| 1962  | 1968  | 1975  | 1982  | 1990  | 1999  | 2006  |
| ----- | ----- | ----- | ----- | ----- | ----- | ----- |
| 1.789 | 1.935 | 1.774 | 1.515 | 1.379 | 1.211 | 1.077 |